# Мару (кіт)
Мару́ яп. まる [mä.ɾɯ́] — букв. «круглий», н. 24 травня 2007 року) — кіт породи шотландська прямовуха (скотіш страйт), що живе у Японії, герой популярного відеощоденника на YouTube, який веде власниця тварини. 
Станом на початок 2017 року, відео з Мару отримали 330 млн переглядів, що стало підставою занести канал до Книги рекордів Гіннеса як такий, що отримав найбільше переглядів за відео про тварину. .
Власницю зірки YouTube ніхто не знає ні в обличчя, ні по імені. Вона викладає ролики під ніком mugumogu і не фігурує у відео, виключенням є хіба відео, де вона чистить Мару вуха . Відео на каналі мають титульні кадри англійською та японською мовою, що описують зміст відео. Середня тривалість 3-7 хвилин. Першим був ролик з Мару, що залазить в картонну коробку. mugumogu розмістила його, щоб дізнатися, чи є така ірраціональна любов до обмеженого простору типовою для котячих.
У серпні 2013 року, власниця Мару приютила двомісячну кішку Хану. Протягом двотижневого випробувального періоду, стало зрозуміло, що вони можуть уживатися разом.
У Мару є не тільки відеоканал, але й власний блог, де публікуються найостанніші новини про нього, але також різні групи і сторінки в соціальних мережах. 